# Pseudohelina maura
Pseudohelina maura är en tvåvingeart som först beskrevs av Stein 1906.  Pseudohelina maura ingår i släktet Pseudohelina och familjen husflugor. Inga underarter finns listade i Catalogue of Life.